# Stenus incanus
Stenus incanus är en skalbaggsart som beskrevs av Wilhelm Ferdinand Erichson 1839. Stenus incanus ingår i släktet Stenus, och familjen kortvingar. Arten har ej påträffats i Sverige.